# Wisłyj Kołodieź
Wisłyj Kołodieź (ros. Вислый Колодезь) – wieś (ros. деревня, trb. dieriewnia) w zachodniej Rosji, w sielsowiecie zamarajskim rejonu wołowskiego w obwodzie lipieckim.

## Geografia
Miejscowość położona jest w dorzeczu rzeki Kszeń, 3 km od centrum administracyjnego sielsowietu zamarajskiego (Zamarajka), 10 km od centrum administracyjnego rejonu (Wołowo), 135 km od stolicy obwodu (Lipieck).
W granicach miejscowości znajduje się ulica Dokuczajewskaja (12 posesji).

## Demografia
W 2012 r. miejscowość zamieszkiwało 16 osób.